# Dimitrios Varouchas
Dimitrios Varouchas (griechisch Δημήτριος Βαρούχας; * 1770 in Agios Thomas, Kreta; † 6. März 1811 in Agios Ioannis, Kreta) war ein griechischer Freiheitskämpfer. Er war auch unter dem Namen Logios (griechisch Λόγιος = Gelehrter) bekannt.

## Leben

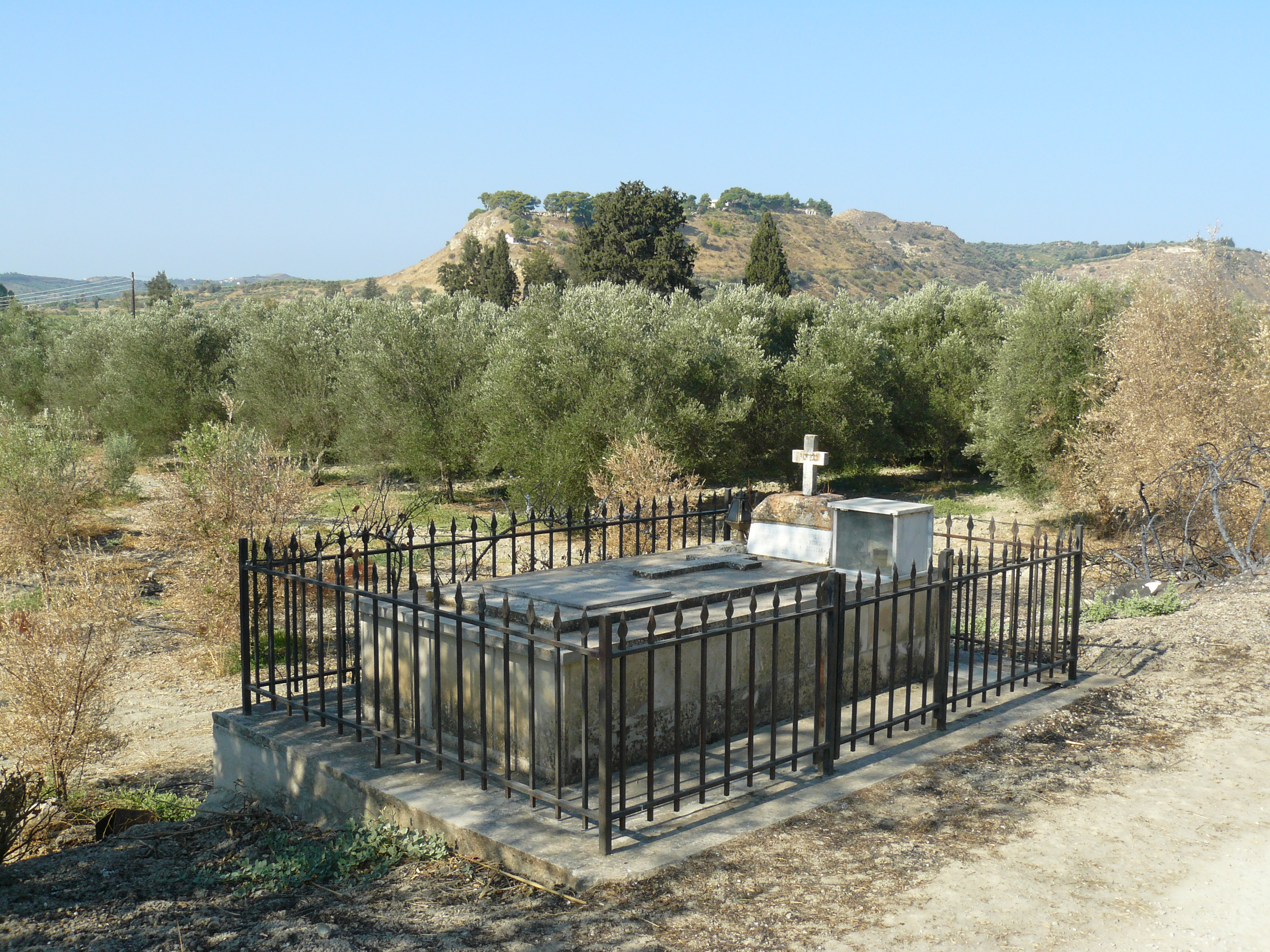
Grab von Dimitrios Varouchas bei Phaistos.

Als er zehn Jahre alt war, wurde sein Vater Giannis Varouchas von den Osmanen getötet und er floh zu dem Bruder seines Vaters Ierotheos, der Mönch im Kloster Apezanon bei Lendas war. Als sie von dort von den Türken vertrieben wurden, übersiedelten sie nach Padua in Italien. Dort studierte Dimitrios Varouchas Medizin und kehrte 1800 nach Agios Thomas als Arzt zurück.
Ein Janitschar tötete den Ehemann seiner Schwester Dimitri Kosmadaki. Dimitrios Varouchas rächte den Mord und tötete wiederum den Janitscharen. Daraufhin schickte der Pascha 50 Elite-Janitscharen, um Varaouchas festzunehmen, doch diesem gelang die Flucht.
Am 6. März 1811 plante Dimitrios Varouchas den verhassten Agha der Janitscharen Agriolidis zu töten. Er verabredete mit dessen Diener Mertzanis, dass dieser ihn nachts in dessen Wohnturm in Agios Ioannis lassen würde. Doch als er den Turm betreten hatte und die Treppe hochstieg, alarmierte der Diener die Wachen, die auf ihn das Feuer eröffneten. Varouchas tötete den Diener und verließ den Ort. Er war so stark am Bein verletzt, dass er schließlich verblutete.
Sein Grab befindet sich etwa einen Kilometer westlich von Kalyvia an der Straße nach Tymbaki in der Nähe des Ausgrabungsgeländes von Phaistos.